# 松山家庭裁判所
松山家庭裁判所（まつやまかていさいばんしょ）は、愛媛県松山市にある日本の家庭裁判所の一つで、愛媛県を管轄している。略称は、松山家裁（まつやまかさい）。大洲、西条、今治、宇和島に支部を、愛南に出張所を置いている。
支部は松山地方裁判所支部に併設されている。支部と出張所には簡易裁判所が併設している。

## 所在地
- 本庁：愛媛県松山市南堀端町2-1　北緯33度50分20.2秒 東経132度45分49.1秒 / 北緯33.838944度 東経132.763639度
JR予讃線松山駅前から伊予鉄道城南線道後温泉行に乗車、南堀端停留場で下車 徒歩3分
伊予鉄道高浜線、横河原線、郡中線松山市駅から徒歩5分
- 大洲支部：愛媛県大洲市大洲845　北緯33度30分25.2秒 東経132度32分24.7秒 / 北緯33.507000度 東経132.540194度
JR予讃線伊予大洲駅から徒歩25分 伊予鉄南予バス・宇和島自動車三の丸バス停南へ50メートル
- 西条支部：愛媛県西条市明屋敷165　北緯33度55分11.1秒 東経133度10分50.5秒 / 北緯33.919750度 東経133.180694度
JR予讃線伊予西条駅前から西条出張所行バス乗車 西条高校前下車（乗車時間6分程度）
- 今治支部：愛媛県今治市常盤町4-5-3　北緯34度3分49.4秒 東経132度59分52.5秒 / 北緯34.063722度 東経132.997917度
JR予讃線今治駅下車徒歩10分
- 宇和島支部：愛媛県宇和島市鶴島町8-16　北緯33度13分33.4秒 東経132度33分58.5秒 / 北緯33.225944度 東経132.566250度
JR予讃線予土線宇和島駅から徒歩5分
- 愛南出張所:愛媛県南宇和郡愛南町城辺甲3827　{{{10}}}
バスターミナル城辺駅から徒歩7分、城辺中学校プール前

## 管轄
- 本庁
  - 松山市、伊予市、東温市、上浮穴郡久万高原町、伊予郡松前町、砥部町、喜多郡内子町
- 大洲支部
  - 大洲市、八幡浜市、西予市、西宇和郡伊方町
- 今治支部
  - 今治市、越智郡上島町
- 西条支部
  - 西条市、新居浜市、四国中央市
- 宇和島支部
  - 宇和島市、北宇和郡松野町、鬼北町、
- 愛南出張所
  - 南宇和郡愛南町

※ただし、大洲・今治の各支部の合議事件・少年事件は本庁でそれぞれ取り扱う。

※愛南出張所は、家事審判法で定める家庭に関する事件の審判及び調停のみ扱い、その他の事務は宇和島支部が扱う。

## 歴代所長
- 丸山昌一（2003年8月 - 2005年6月 福岡高等裁判所部総括判事）
- 村地勉（2005年6月 - 2007年4月 定年退官）
- 安原浩（2007年4月 - 2008年6月 定年退官）
- 廣田民生（2008年6月 - 2010年4月 福岡高等裁判所部総括判事）
- 安藤裕子（2010年4月 - 2011年12月 岐阜地方・家庭裁判所所長）
- 大谷吉史（2011年12月 - 2013年11月 定年退官）
- 池田光宏（2013年11月 - 2015年3月 大阪高等裁判所部総括判事）
- 河合裕行（2015年3月 - 2015年12月 松山地方裁判所長）